# Temporada 2023-2024 del FC Bayern de Múnic
La temporada 2023-24 fou la 125a en la història del FC Bayern de Múnic, i la 59a temporada consecutiva del club en Lliga Alemanya de Futbol.
La ratxa de onze títols consecutius de la Bundesliga del Bayern va arribar a la seva fi després de ser superats per Bayer Leverkusen. Les eliminacions a la DFL-Supercup, DFB-Pokal i la Lliga de Campions van assegurar que aquesta fos la primera temporada sense trofeus del club des de la campanya 2011–12.

## Plantilla
| N. | Pos. | Nac. | Jugador                                    |
| -- | ---- | --- | ------------------------------------------ |
| 1  | POR  | [[Fitxer:Flag of Germany.svg\|23x15px\|border \|alt=Alemanya\|link=Selecció de futbol d'Alemanya\|{{#if:\|]]                      | Manuel Neuer (capità)                      |
| 2  | DEF  | [[Fitxer:Flag of France (1794–1815, 1830–1974).svg\|23x15px\|border \|alt=França\|link=Selecció de futbol de França\|{{#if:\|]]   | Dayot Upamecano                            |
| 3  | DEF  | [[Fitxer:Flag of South Korea.svg\|23x15px\|border \|alt=Corea del Sud\|link=Selecció de futbol de Corea del Sud\|{{#if:\|]]       | Kim Min-jae                                |
| 4  | DEF  | [[Fitxer:Flag of the Netherlands.svg\|23x15px\|border \|alt=Països Baixos\|link=Selecció de futbol dels Països Baixos\|{{#if:\|]] | Matthijs de Ligt                           |
| 6  | MIG  | [[Fitxer:Flag of Germany.svg\|23x15px\|border \|alt=Alemanya\|link=Selecció de futbol d'Alemanya\|{{#if:\|]]                      | Joshua Kimmich (3r capità)                 |
| 7  | DAV  | [[Fitxer:Flag of Germany.svg\|23x15px\|border \|alt=Alemanya\|link=Selecció de futbol d'Alemanya\|{{#if:\|]]                      | Serge Gnabry                               |
| 8  | MIG  | [[Fitxer:Flag of Germany.svg\|23x15px\|border \|alt=Alemanya\|link=Selecció de futbol d'Alemanya\|{{#if:\|]]                      | Leon Goretzka (4t capità)                  |
| 9  | DAV  | [[Fitxer:Flag of England.svg\|23x15px\|border \|alt=Anglaterra\|link=Selecció de futbol d'Anglaterra\|{{#if:\|]]                  | Harry Kane                                 |
| 10 | DAV  | [[Fitxer:Flag of Germany.svg\|23x15px\|border \|alt=Alemanya\|link=Selecció de futbol d'Alemanya\|{{#if:\|]]                      | Leroy Sané                                 |
| 11 | DAV  | [[Fitxer:Flag of France (1794–1815, 1830–1974).svg\|23x15px\|border \|alt=França\|link=Selecció de futbol de França\|{{#if:\|]]   | Kingsley Coman                             |
| 13 | DAV  | [[Fitxer:Flag of Cameroon.svg\|23x15px\|border \|alt=Camerun\|link=Selecció de futbol del Camerun\|{{#if:\|]]                     | Eric Maxim Choupo-Moting                   |
| 15 | DEF  | [[Fitxer:Flag of England.svg\|23x15px\|border \|alt=Anglaterra\|link=Selecció de futbol d'Anglaterra\|{{#if:\|]]                  | Eric Dier (cedit pel Tottenham Hotspur FC) |
| 17 | DAV  | [[Fitxer:Flag of Spain.svg\|23x15px\|border \|alt=Espanya\|link=Selecció de futbol d'Espanya\|{{#if:\|]]                          | Bryan Zaragoza (cedit pel Granada CF)      |
| 18 | POR  | [[Fitxer:Flag of Israel.svg\|23x15px\|border \|alt=Israel\|link=Selecció de futbol d'Israel\|{{#if:\|]]                           | Daniel Peretz                              |

| N. | Pos. | Nac. | Jugador                   |
| -- | ---- | --- | ------------------------- |
| 19 | DEF  | [[Fitxer:Flag of Canada (Pantone).svg\|23x15px\|border \|alt=Canadà\|link=Selecció de futbol del Canadà\|{{#if:\|]]             | Alphonso Davies           |
| 20 | DEF  | [[Fitxer:Flag of Senegal.svg\|23x15px\|border \|alt=Senegal\|link=Selecció de futbol del Senegal\|{{#if:\|]]                    | Bouna Sarr                |
| 22 | DEF  | [[Fitxer:Flag of Portugal.svg\|23x15px\|border \|alt=Portugal\|link=Selecció de futbol de Portugal\|{{#if:\|]]                  | Raphaël Guerreiro         |
| 23 | DEF  | [[Fitxer:Flag of France (1794–1815, 1830–1974).svg\|23x15px\|border \|alt=França\|link=Selecció de futbol de França\|{{#if:\|]] | Sacha Boey                |
| 25 | DAV  | [[Fitxer:Flag of Germany.svg\|23x15px\|border \|alt=Alemanya\|link=Selecció de futbol d'Alemanya\|{{#if:\|]]                    | Thomas Müller (2n capità) |
| 26 | POR  | [[Fitxer:Flag of Germany.svg\|23x15px\|border \|alt=Alemanya\|link=Selecció de futbol d'Alemanya\|{{#if:\|]]                    | Sven Ulreich              |
| 27 | MIG  | [[Fitxer:Flag of Austria.svg\|23x15px\|border \|alt=Àustria\|link=Selecció de futbol d'Àustria\|{{#if:\|]]                      | Konrad Laimer             |
| 28 | DEF  | [[Fitxer:Flag of Germany.svg\|23x15px\|border \|alt=Alemanya\|link=Selecció de futbol d'Alemanya\|{{#if:\|]]                    | Tarek Buchmann            |
| 34 | MIG  | [[Fitxer:Flag of Croatia.svg\|23x15px\|border \|alt=Croàcia\|link=Selecció de futbol de Croàcia\|{{#if:\|]]                     | Lovro Zvonarek            |
| 39 | DAV  | [[Fitxer:Flag of France (1794–1815, 1830–1974).svg\|23x15px\|border \|alt=França\|link=Selecció de futbol de França\|{{#if:\|]] | Mathys Tel                |
| 40 | DEF  | [[Fitxer:Flag of Morocco.svg\|23x15px\|border \|alt=Marroc\|link=Selecció de futbol del Marroc\|{{#if:\|]]                      | Noussair Mazraoui         |
| 42 | MIG  | [[Fitxer:Flag of Germany.svg\|23x15px\|border \|alt=Alemanya\|link=Selecció de futbol d'Alemanya\|{{#if:\|]]                    | Jamal Musiala             |
| 45 | MIG  | [[Fitxer:Flag of Germany.svg\|23x15px\|border \|alt=Alemanya\|link=Selecció de futbol d'Alemanya\|{{#if:\|]]                    | Aleksandar Pavlović       |

## Traspassos

### Adquisicions
| No.             | Posició | Jugador           | Transferit des de   | Quota           | Data            | Ref.          |
| --------------- | ------- | ----------------- | ------------------- | --------------- | --------------- | ------------- |
| 27              | MIG     | Konrad Laimer     | Leipzig             | Traspàs gratuït | 8 Juny 2023     | [ 2 ]         |
| 22              | DEF     | Raphaël Guerreiro | Borussia Dortmund   | Traspàs gratuït | 23 Juny 2023    | [ 3 ]         |
| 3               | DEF     | Min-jae Kim       | Nàpols              | €50.000.000     | 18 Juliol 2023  | [ 4 ]         |
| 9               | DAV     | Harry Kane        | Tottenham           | €100.000.000    | 12 August 2023  | [ 5 ]         |
| 18              | POR     | Daniel Peretz     | Maccabi Tel Aviv FC | €5.000.000      | 25 August 2023  | [ 6 ]         |
| Mercat d'hivern |         |                   |                     |                 |                 |               |
| 17              | MIG     | Bryan Zaragoza    | Granada             | préstec         | 6 Desembre 2023 | [ 7 ] [ 8 ]   |
| 15              | DEF     | Eric Dier         | Tottenham           | préstec         | 11 Gener 2024   | [ 9 ]         |
| 23              | DEF     | Sacha Boey        | Galatasaray SK      | €30.000.000     | 28 Gener 2024   | [ 10 ] [ 11 ] |
| Total           | Total   | Total             | Total               | 185.000.000 €   |                 |               |

### Vendes
| No. | Posició | Jugador          | Transferit a        | Quota             | Data             | Ref. |
| --- | ------- | ---------------- | ------------------- | ----------------- | ---------------- | ---- |
| 22  | DEF     | João Cancelo     | Manchester City     | final del préstec | 1 Juliol 2023    |      |
| 21  | DEF     | Lucas Hernández  | Paris Saint-Germain | €45.000.000       | 10 Juliol 2023   |      |
| 18  | MIG     | Marcel Sabitzer  | Borussia Dortmund   | €19.000.000       | 24 Juliol 2023   |      |
| 17  | DAV     | Sadio Mané       | Al-Nassr            | €30.000.000       | 1 August 2023    |      |
| 27  | POR     | Yann Sommer      | Inter               | €6.750.000        | 7 August 2023    |      |
| 5   | DEF     | Benjamin Pavard  | Inter               | €30.000.000       | 30 August 2023   |      |
| 38  | MIG     | Ryan Gravenberch | Liverpool           | €40.000000        | 1 September 2023 |      |

## Resultats
Victòria
      Empat
      Derrota

### Lliga Alemanya

#### Partits anada
| 18 d'agost de 2023   | Werder Bremen | 0–4     | Bayern de Múnic                     | Bremen                                             |  |
| 20:45 CEST Jornada 1 |               | Informe | 4', 90' Sané · 75' Kane · 90+4' Tel | Weserstadion · 42.100 espectadors · Felix Zwayer · |  |

| 27 d'agost de 2023   | Bayern de Múnic                     | 3–1     | Augsburg  | Múnic                                                 |  |
| 17:30 CEST Jornada 2 | Uduokhai 32' (p.p.) · Kane 40' (p.) | Informe | 86' Beljo | Allianz Arena · 75.000 espectadors · Daniel Siebert · |  |

| 3 de setembre de 2023 | Mönchengladbach | 1–2     | Bayern de Múnic    | Mönchengladbach                                      |  |
| 18:30 CEST Jornada 3  | Itakura 30'     | Informe | 58' Sané · 87' Tel | Borussia-Park · 54.042 espectadors · Deniz Aytekin · |  |

| 15 de setembre de 2023 | Bayern de Múnic        | 2–2     | Bayer Leverkusen                   | Múnic                                                  |  |
| 20:30 CEST Jornada 4   | Kane 7' · Goretzka 86' | Informe | 24' Grimaldo · 90+4' (p.) Palacios | Allianz Arena · 75.000 espectadors · Daniel Schlager · |  |

| 23 de setembre de 2023 | Bayern de Múnic                                                          | 7–0     | Bochum | Múnic                                                  |  |
| 15:30 CEST Jornada 5   | Choupo-Moting 4' · Kane 12', 54' (p.) · De Ligt 29' · Sané 38' · Tel 81' | Informe |        | Allianz Arena · 75.000 espectadors · Robert Hartmann · |  |

| 30 de setembre de 2023 | Leipzig                 | 2–2     | Bayern de Múnic          | Leipzig                                             |  |
| 18:30 CEST Jornada 6   | Openda 20' · Lukeba 26' | Informe | 57' (p.) Kane · 70' Sané | Red Bull Arena · 47.069 espectadors · Marco Fritz · |  |

| 8 d'octubre de 2023  | Bayern de Múnic           | 3–0     | Freiburg | Múnic                                                  |  |
| 17:30 CEST Jornada 7 | Coman 12', 85' · Sané 25' | Informe |          | Allianz Arena · 75.000 espectadors · Robert Schröder · |  |

| 21 d'octubre de 2023 | Mainz    | 1–3     | Bayern de Múnic                     | Magúncia                                               |  |
| 18:30 CEST Jornada 8 | Caci 43' | Informe | 11' Coman · 16' Kane · 59' Goretzka | Coface Arena · 33.305 espectadors · Sascha Stegemann · |  |

| 28 d'octubre de 2023 | Bayern de Múnic                                                    | 8–0     | Darmstadt | Múnic                                                  |  |
| 18:30 CEST Jornada 9 | Kane 51', 69', 88' · Sané 56', 64' · Musiala 60', 76' · Müller 71' | Informe |           | Allianz Arena · 75.000 espectadors · Martin Petersen · |  |

| 4 de novembre de 2023 | Borussia Dortmund | 0–4     | Bayern de Múnic                    | Dortmund                                                |  |
| 18:30 CET Jornada 10  |                   | Informe | 4' Upamecano · 9', 72', 90+3' Kane | Westfalenstadion · 81.365 espectadors · Deniz Aytekin · |  |

| 11 de novembre de 2023 | Bayern de Múnic                                   | 4–2     | Heidenheim                  | Múnic                                              |  |
| 15:30 CET Jornada 11   | Kane 14', 44' · Guerreiro 72' · Choupo-Moting 85' | Informe | 67' Kleindienst · 70' Beste | Allianz Arena · 75.000 espectadors · Harm Osmers · |  |

| 24 de novembre de 2023 | Köln | 0–1     | Bayern de Múnic | Colònia                                                  |  |
| 20:30 CET Jornada 12   |      | Informe | 20' Kane        | RheinEnergieStadion · 50.000 espectadors · Marco Fritz · |  |

| 24 de gener de 2024  | Bayern de Múnic | 1–0     | Union Berlin | Múnic                                                   |  |
| 20:30 CET Jornada 13 | Guerreiro 46'   | Informe |              | Allianz Arena · 75.000 espectadors · Frank Willenborg · |  |

| ( )        |  | v |  |  |  |
| Jornada 14 |  |   |  |  |  |

| 17 de desembre de 2023 | Bayern de Múnic        | 3–0     | Stuttgart | Múnic                                                 |  |
| 19:30 CET Jornada 15   | Kane 7', 55' · Kim 63' | Informe |           | Allianz Arena · 75.000 espectadors · Tobias Stieler · |  |

| 20 de desembre de 2023 | Wolfsburg    | 1–2     | Bayern de Múnic        | Wolfsburg                                                  |  |
| 20:30 CET Jornada 16   | Arnold 45+2' | Informe | 33' Musiala · 43' Kane | Volkswagen Arena · 28.000 espectadors · Sascha Stegemann · |  |

| 12 de gener de 2024  | Bayern de Múnic             | 3–0     | Hoffenheim | Múnic                                                 |  |
| 20:30 CET Jornada 17 | Musiala 18', 70' · Kane 90' | Informe |            | Allianz Arena · 75.000 espectadors · Benjamin Brand · |  |

#### Partits tornada
| 21 de gener de 2024  | Bayern de Múnic | 0–1     | Werder Bremen | Múnic                                              |  |
| 15:30 CET Jornada 18 |                 | Informe | 59' Weiser    | Allianz Arena · 75.000 espectadors · Marco Fritz · |  |

| 27 de gener de 2024  | Augsburg                  | 2–3     | Bayern de Múnic                        | Augsburg                                                |  |
| 15:30 CET Jornada 19 | Demirović 52', 90+4' (p.) | Informe | 23' Pavlović · 45+5' Davies · 58' Kane | Impuls Arena · 30.660 espectadors · Christian Dingert · |  |

| 3 de febrer de 2024  | Bayern de Múnic                   | 3–1     | Mönchengladbach | Múnic                                                 |  |
| 15:30 CET Jornada 20 | Pavlović 45' · Kane 70' · De Ligt | Informe | 35' Elvedi      | Allianz Arena · 75.000 espectadors · Tobias Stieler · |  |

| 10 de febrer de 2024 | Bayer Leverkusen                             | 3–0     | Bayern de Múnic | Leverkusen                                     |  |
| 18:30 CET Jornada 21 | Stanišić 18' · Grimaldo 50' · Frimpong 90+5' | Informe |                 | BayArena · 30.210 espectadors · Felix Zwayer · |  |

| 18 de febrer de 2024 | Bochum                                          | 3–2     | Bayern de Múnic             | Bochum                                               |  |
| 17:30 CET Jornada 22 | Asano 38' · Schlotterbeck 44' · Stöger 78' (p.) | Informe | 14' Musiala · 87' (p.) Kane | Ruhrstadion · 26.000 espectadors · Daniel Schlager · |  |

| 24 de febrer de 2024 | Bayern de Múnic | 2–1     | Leipzig   | Múnic                                                   |  |
| 18:30 CET Jornada 23 | Kane 56', 90+1' | Informe | 70' Šeško | Allianz Arena · 75.000 espectadors · Sascha Stegemann · |  |

| 1 de març de 2024    | Freiburg               | 2–2     | Bayern de Múnic       | Friburg de Brisgòvia                                        |  |
| 20:30 CET Jornada 24 | Günter 12' · Höler 87' | Informe | 35' Tel · 75' Musiala | Europa-Park Stadion · 34.700 espectadors · Sven Jablonski · |  |

| 9 de març de 2024    | Bayern de Múnic                                                                    | 8–1     | Mainz     | Múnic                                                  |  |
| 15:30 CET Jornada 25 | Kane 13', 45+7', 70' · Goretzka 20', 90+2' · Müller 47' · Musiala 61' · Gnabry 66' | Informe | 31' Amiri | Allianz Arena · 75.000 espectadors · Patrick Ittrich · |  |

| 16 de març de 2024                    | Darmstadt                      | 2–5     | Bayern de Múnic                                        | Darmstadt                                                        |  |
| 15:30 Hora Central Europea Jornada 26 | Starke 32' · Vilhelmsson 90+5' | Informe | 36', 64' Musiala · 45+1' Kane · 74' Gnabry · 90+3' Tel | Stadion am Böllenfalltor · 17.810 espectadors · Tobias Reichel · |  |

| 30 de març de 2024                    | Bayern de Múnic | 0–2     | Borussia Dortmund         | Múnic                                              |  |
| 18:30 Hora Central Europea Jornada 27 |                 | Informe | 10' Adeyemi · 83' Ryerson | Allianz Arena · 75.000 espectadors · Harm Osmers · |  |

| 6 d'abril de 2024     | Heidenheim                       | 3–2     | Bayern de Múnic       | Heidenheim an der Brenz                              |  |
| 15:30 CEST Jornada 28 | Sessa 50' · Kleindienst 51', 79' | Informe | 38' Kane · 45' Gnabry | Voith-Arena · 15.000 espectadors · Robert Schröder · |  |

| 13 d'abril de 2024    | Bayern de Múnic              | 2–0     | Köln | Múnic                                                   |  |
| 15:30 CEST Jornada 29 | Guerreiro 65' · Müller 90+3' | Informe |      | Allianz Arena · 75.000 espectadors · Frank Willenborg · |  |

| 20 d'abril de 2024    | Union Berlin    | 1–5     | Bayern de Múnic                                       | Berlín                                                                 |  |
| 18:30 CEST Jornada 30 | Vertessen 90+1' | Informe | 29' Goretzka · 45+1' Kane · 53', 66' Müller · 62' Tel | Stadion An der Alten Försterei · 22.012 espectadors · Sven Jablonski · |  |

| 27 d'abril de 2024    | Bayern de Múnic   | 2–1     | Eintracht Frankfurt | Múnic                                                  |  |
| 15:30 CEST Jornada 31 | Kane 9', 61' (p.) | Informe | 23' Ekitike         | Allianz Arena · 75.000 espectadors · Daniel Schlager · |  |

| 4 de maig de 2024     | Stuttgart                               | 3–1     | Bayern de Múnic | Stuttgart                                     |  |
| 15:30 CEST Jornada 32 | Stergiou 26' · Jeong 83' · Mvumpa 90+3' | Informe | 36' (p.) Kane   | MHPArena · 60.000 espectadors · Tobias Welz · |  |

| 12 de maig de 2024    | Bayern de Múnic            | 2–0     | Wolfsburg | Múnic                                                  |  |
| 17:30 CEST Jornada 33 | Zvonarek 4' · Goretzka 13' | Informe |           | Allianz Arena · 75.000 espectadors · Bastian Dankert · |  |

| 18 de maig de 2024    | Hoffenheim                   | 4–2     | Bayern de Múnic    | Sinsheim                                                |  |
| 15:30 CEST Jornada 34 | Beier Kramarić 68', 85', 87' | Informe | 4' Tel · 6' Davies | Rhein-Neckar-Arena · 30.150 espectadors · Marco Fritz · |  |

### Copa Alemanya
| 26 de setembre de 2023   | Preußen Münster | 0–4     | Bayern de Múnic                                         | Münster                               |  |
| 20:45 CEST Primera ronda |                 | Informe | 9' Choupo-Moting · 40' Laimer · 45+5' Krätzig · 86' Tel | Preußenstadion · 12.794 espectadors · |  |

| 1 de novembre de 2023  | Saarbrücken                   | 2–1     | Bayern de Múnic | Saarbrücken                               |  |
| 20:45 CET Segona Ronda | Sontheimer 45+1' · Gaus 90+6' | Informe | 14' Müller      | Ludwigsparkstadion · 16.003 espectadors · |  |

### Lliga de Campions

#### Fase de Grups: A
| 20 de setembre de 2023 | Bayern de Múnic                                   | 4–3     | Manchester United                 | Munic                                               |  |
| 21:00 CEST Jornada 1   | Sané 28' · Gnabry 32' · Kane 53' (p.) · Tel 90+2' | Informe | 49' Højlund · 88', 90+5' Casemiro | Allianz Arena · 75.000 espectadors · Glenn Nyberg · |  |

| 3 d'octubre de 2023  | Copenhaguen | 1–2     | Bayern de Múnic       | Copenhaguen                                           |  |
| 21:00 CEST Jornada 2 | Lerager 56' | Informe | 67' Musiala · 83' Tel | Parken Stadion · 35.690 espectadors · Orel Grinfeld · |  |

| 24 d'octubre de 2023 | Galatasaray     | 1–3     | Bayern de Múnic                   | Istanbul                                                 |  |
| 18:45 CEST Jornada 3 | Icardi 30' (p.) | Informe | 8' Coman · 73' Kane · 79' Musiala | Türk Telekom Arena · 51.776 espectadors · Davide Massa · |  |

| 8 de novembre de 2023 | Bayern de Múnic | 2–1     | Galatasaray   | Munic                                                |  |
| 21:00 CET Jornada 4   | Kane 80', 86'   | Informe | 90+3' Bakambu | Allianz Arena · 75.000 espectadors · António Nobre · |  |

| 29 de novembre de 2023 | Bayern de Múnic | 0–0     | Copenhaguen | Munic                                                     |  |
| 21:00 CET Jornada 5    |                 | Informe |             | Allianz Arena · 75.000 espectadors · Stéphanie Frappart · |  |

| 12 de desembre de 2023 | Manchester United | 0–1     | Bayern de Múnic | Manchester                                        |  |
| 21:00 CET Jornada 6    |                   | Informe | 71' Coman       | Old Trafford · 73.073 espectadors · Espen Eskås · |  |

#### Fase Final

##### Vuitens de final
| 14 de febrer de 2024 | Lazio             | 1–0     | Bayern de Múnic | Roma                                                              |  |
| 21:00 CET Anada      | Immobile 69' (p.) | Informe |                 | Estadi Olímpic de Roma · 57.470 espectadors · François Letexier · |  |

| 5 de març de 2024 | Bayern de Múnic              | 3–0 (Total: 3–1) | Lazio | Múnic                                                |  |
| 21:00 CET Tornada | Kane 38', 66' · Müller 45+2' | Informe          |       | Allianz Arena · 75.000 espectadors · Slavko Vinčić · |  |

##### Quarts de final
| 9 d'abril de 2024 | Arsenal                 | 2–2     | Bayern de Múnic            | Londres                                                |  |
| 21:00 CEST Anada  | Saka 12' · Trossard 76' | Informe | 18' Gnabry · 32' (p.) Kane | Emirates Stadium · 60.221 espectadors · Glenn Nyberg · |  |

| 17 d'abril de 2024 | Bayern de Múnic | 1–0 (Total: 3–2) | Arsenal | Múnic                                                 |  |
| 21:00 CEST Tornada | Kimmich 63'     | Informe          |         | Allianz Arena · 75.000 espectadors · Danny Makkelie · |  |

##### Semifinal
| 30 d'abril de 2024 | Bayern de Múnic          | 2–2     | Reial Madrid           | Múnic                                                 |  |
| 21:00 CEST Anada   | Sané 53' · Kane 57' (p.) | Informe | 24', 83' (p.) Vinícius | Allianz Arena · 75.000 espectadors · Clément Turpin · |  |

| 8 de maig de 2024  | Reial Madrid      | 2–1 (Total: 4–3) | Bayern de Múnic | Madrid                                                             |  |
| 21:00 CEST Tornada | Joselu 88', 90+1' | Informe          | 68' Davies      | Estadi Santiago Bernabéu · 76.579 espectadors · Szymon Marciniak · |  |

#### Supercopa d'Alemanya
| 12 d'agost de 2023 | Bayern de Múnic | 0–3     | Leipzig                | Múnic                                                  |  |
| 20:45 CEST         |                 | Informe | 4', 44', 68' (p.) Olmo | Allianz Arena · 75.000 espectadors · Bastian Dankert · |  |

## Estadístiques

### Estadístiques de l'equip
| Competició           | Primer partit    | Últim partit    | resultat     | Registre | Registre | Registre | Registre | Registre | Registre | Registre | Registre |
| Competició           | Primer partit    | Últim partit    | resultat     | Pts      | Pj       | PG       | PE       | PP       | GF       | GC       | DG       |
| -------------------- | ---------------- | --------------- | ------------ | -------- | -------- | -------- | -------- | -------- | -------- | -------- | -------- |
| Lliga Alemanya       | 18 agost 2023    | 18 maig 2024    | Tercer       | 72       | 34       | 23       | 3        | 8        | 94       | 45       | +49      |
| Copa Alemanya        | 26 setembre 2023 | 1 novembre 2023 | Segona ronda | -        | 2        | 1        | 0        | 1        | 5        | 2        | +3       |
| Supercopa d'Alemanya | 18 august 2023   | 18 august 2023  | Subcampió    | -        | 1        | 0        | 0        | 1        | 0        | 3        | -3       |
| Lliga de Campions    | 20 setembre 2023 | 8 maig 2024     | Semifinals   | 16       | 12       | 7        | 3        | 2        | 21       | 13       | +8       |
| Total                | Total            | Total           | Total        | -        | 49       | 31       | 6        | 12       | 120      | 63       | +57      |

Note: 
Pts = punts
 Pj = Partits Jugats
PG = Partits Guanyats
 PE = Partits Empatats
 PP = Partits Perduts
 GF = Gols a favor
 GC = Gols en contra
 DG = Diferència de gols

### Rendiment a la lliga
| Jornada  | 1 | 2 | 3 | 4 | 5 | 6 | 7 | 8 | 9 | 10 | 11 | 12 | 13 | 14 | 15 | 16 | 17 | 18 | 19 | 20 | 21 | 22 | 23 | 24 | 25 | 26 | 27 | 28 | 29 | 30 | 31 | 32 | 33 | 34 |
| -------- | - | - | - | - | - | - | - | - | - | -- | -- | -- | -- | -- | -- | -- | -- | -- | -- | -- | -- | -- | -- | -- | -- | -- | -- | -- | -- | -- | -- | -- | -- | -- |
| Terra    | T | C | T | C | C | T | C | T | C | T  | C  | T  | C  | T  | C  | T  | C  | C  | T  | C  | T  | T  | C  | T  | C  | T  | C  | T  | C  | T  | C  | T  | C  | T  |
| Resultat | V | V | V | E | V | E | V | V | V | V  | V  | V  | V  | D  | V  | V  | V  | D  | V  | V  | D  | D  | V  | E  | V  | V  | D  | D  | V  | V  | V  | D  | V  | D  |
| Posició  | 2 | 2 | 2 | 2 | 1 | 3 | 3 | 3 | 2 | 2  | 2  | 2  | 2  | 2  | 2  | 2  | 2  | 2  | 2  | 2  | 2  | 2  | 2  | 2  | 2  | 2  | 2  | 2  | 2  | 2  | 2  | 2  | 2  | 3  |

Llegenda:

Lloc: C = Casa; T = Transferència.
Resultat: V = Victòria; E = empat; D = Derrota.

### Estadístiques dels jugadors
| 1            | POR | [[Fitxer:Flag of Germany.svg\|23x15px\|border \|alt=Alemanya\|link=Selecció de futbol d'Alemanya\|{{#if:\|]]                      | Manuel Neuer        | 33 | 0  | 23    | 0  | 1   | 0 | 0   | 0 | 9   | 0 |
| 18           | POR | [[Fitxer:Flag of Israel.svg\|23x15px\|border \|alt=Israel\|link=Selecció de futbol d'Israel\|{{#if:\|]]                           | Daniel Peretz       | 2  | 0  | 0+1   | 0  | 1   | 0 | 0   | 0 | 0   | 0 |
| 26           | POR | [[Fitxer:Flag of Germany.svg\|23x15px\|border \|alt=Alemanya\|link=Selecció de futbol d'Alemanya\|{{#if:\|]]                      | Sven Ulreich        | 15 | 0  | 11    | 0  | 0   | 0 | 1   | 0 | 3   | 0 |
| Defenses     |     | |                     |    |    |       |    |     |   |     |   |     |   |
| 2            | DEF | [[Fitxer:Flag of France (1794–1815, 1830–1974).svg\|23x15px\|border \|alt=França\|link=Selecció de futbol de França\|{{#if:\|]]   | Dayot Upamecano     | 33 | 0  | 19+6  | 0  | 0   | 0 | 1   | 0 | 6+1 | 0 |
| 3            | DEF | [[Fitxer:Flag of South Korea.svg\|23x15px\|border \|alt=Corea del Sud\|link=Selecció de futbol de Corea del Sud\|{{#if:\|]]       | Kim Min-jae         | 36 | 0  | 22+3  | 0  | 1   | 0 | 0+1 | 0 | 7+2 | 0 |
| 4            | DEF | [[Fitxer:Flag of the Netherlands.svg\|23x15px\|border \|alt=Països Baixos\|link=Selecció de futbol dels Països Baixos\|{{#if:\|]] | Matthijs de Ligt    | 26 | 2  | 16+2  | 2  | 1   | 0 | 1   | 0 | 5+1 | 0 |
| 15           | DEF | [[Fitxer:Flag of England.svg\|23x15px\|border \|alt=Anglaterra\|link=Selecció de futbol d'Anglaterra\|{{#if:\|]]                  | Eric Dier           | 20 | 0  | 13+2  | 0  | 0   | 0 | 0   | 0 | 5   | 0 |
| 19           | DEF | [[Fitxer:Flag of Canada (Pantone).svg\|23x15px\|border \|alt=Canadà\|link=Selecció de futbol del Canadà\|{{#if:\|]]               | Alphonso Davies     | 42 | 3  | 24+5  | 2  | 2   | 0 | 1   | 0 | 7+3 | 1 |
| 20           | DEF | [[Fitxer:Flag of Senegal.svg\|23x15px\|border \|alt=Senegal\|link=Selecció de futbol del Senegal\|{{#if:\|]]                      | Bouna Sarr          | 5  | 0  | 1+1   | 0  | 1+1 | 0 | 0   | 0 | 0+1 | 0 |
| 22           | DEF | [[Fitxer:Flag of Portugal.svg\|23x15px\|border \|alt=Portugal\|link=Selecció de futbol de Portugal\|{{#if:\|]]                    | Raphaël Guerreiro   | 28 | 3  | 13+7  | 3  | 0+1 | 0 | 0   | 0 | 4+3 | 0 |
| 23           | DEF | [[Fitxer:Flag of France (1794–1815, 1830–1974).svg\|23x15px\|border \|alt=França\|link=Selecció de futbol de França\|{{#if:\|]]   | Sacha Boey          | 2  | 0  | 1+1   | 0  | 0   | 0 | 0   | 0 | 0   | 0 |
| 28           | DEF | [[Fitxer:Flag of Germany.svg\|23x15px\|border \|alt=Alemanya\|link=Selecció de futbol d'Alemanya\|{{#if:\|]]                      | Tarek Buchmann      | 0  | 0  | 0     | 0  | 0   | 0 | 0   | 0 | 0   | 0 |
| 40           | DEF | [[Fitxer:Flag of Morocco.svg\|23x15px\|border \|alt=Marroc\|link=Selecció de futbol del Marroc\|{{#if:\|]]                        | Noussair Mazraoui   | 29 | 0  | 15+4  | 0  | 1   | 0 | 0+1 | 0 | 8   | 0 |
| 41           | DEF | [[Fitxer:Flag of Sweden.svg\|23x15px\|border \|alt=Suècia\|link=Selecció de futbol de Suècia\|{{#if:\|]]                          | Matteo Pérez Vinlöf | 1  | 0  | 0+1   | 0  | 0   | 0 | 0   | 0 | 0   | 0 |
| Migcampistes |     | |                     |    |    |       |    |     |   |     |   |     |   |
| 6            | MIG | [[Fitxer:Flag of Germany.svg\|23x15px\|border \|alt=Alemanya\|link=Selecció de futbol d'Alemanya\|{{#if:\|]]                      | Joshua Kimmich      | 43 | 2  | 27+1  | 1  | 2   | 0 | 1   | 0 | 12  | 1 |
| 8            | MIG | [[Fitxer:Flag of Germany.svg\|23x15px\|border \|alt=Alemanya\|link=Selecció de futbol d'Alemanya\|{{#if:\|]]                      | Leon Goretzka       | 42 | 6  | 25+5  | 6  | 1   | 0 | 0+1 | 0 | 9+1 | 0 |
| 27           | MIG | [[Fitxer:Flag of Austria.svg\|23x15px\|border \|alt=Àustria\|link=Selecció de futbol d'Àustria\|{{#if:\|]]                        | Konrad Laimer       | 43 | 1  | 18+11 | 0  | 1+1 | 1 | 1   | 0 | 8+3 | 0 |
| 34           | MIG | [[Fitxer:Flag of Croatia.svg\|23x15px\|border \|alt=Croàcia\|link=Selecció de futbol de Croàcia\|{{#if:\|]]                       | Lovro Zvonarek      | 5  | 1  | 1+4   | 1  | 0   | 0 | 0   | 0 | 0   | 0 |
| 42           | MIG | [[Fitxer:Flag of Germany.svg\|23x15px\|border \|alt=Alemanya\|link=Selecció de futbol d'Alemanya\|{{#if:\|]]                      | Jamal Musiala       | 38 | 13 | 20+4  | 11 | 1+1 | 0 | 1   | 0 | 11  | 2 |
| 45           | MIG | [[Fitxer:Flag of Germany.svg\|23x15px\|border \|alt=Alemanya\|link=Selecció de futbol d'Alemanya\|{{#if:\|]]                      | Aleksandar Pavlović | 22 | 2  | 14+5  | 2  | 0   | 0 | 0   | 0 | 2+1 | 0 |
| 46           | MIG | [[Fitxer:Flag of Denmark.svg\|23x15px\|border \|alt=Dinamarca\|link=Selecció de futbol de Dinamarca\|{{#if:\|]]                   | Jonathan Asp Jensen | 1  | 0  | 0+1   | 0  | 0   | 0 | 0   | 0 | 0   | 0 |
| Davanters    |     | |                     |    |    |       |    |     |   |     |   |     |   |
| 7            | DAV | [[Fitxer:Flag of Germany.svg\|23x15px\|border \|alt=Alemanya\|link=Selecció de futbol d'Alemanya\|{{#if:\|]]                      | Serge Gnabry        | 20 | 5  | 5+5   | 3  | 0+1 | 0 | 1+1 | 0 | 3+4 | 2 |
| 9            | DAV | [[Fitxer:Flag of England.svg\|23x15px\|border \|alt=Anglaterra\|link=Selecció de futbol d'Anglaterra\|{{#if:\|]]                  | Harry Kane          | 45 | 44 | 32    | 36 | 0   | 0 | 0+1 | 0 | 12  | 8 |